# آذربایجان (روزنامه)
روزنامه آذربایجان (به ترکی آذربایجانی: Azərbaycan qəzeti) یک روزنامه دولتی و مجله عمومی که توسط مجمع ملی آذربایجان منتشر می‌شود.